# 桂高丸・菊丸
桂高丸・菊丸（かつらたかまる・きくまる）は、兄弟漫才コンビ。ともに福岡県出身。四代目桂米丸門下。

## 人物と芸風
兄弟の漫才コンビで高丸は花籠部屋の力士で国碇という四股名であった。
1964年に弟とコンビを結成。主に漫才であった、コントやったり楽器もってボーイズやっていたこともある。桂高丸は「桂高丸とカントリー・ボーイズ」を組んでいたこともある。
1973年コンビ解消。解消後、高丸は「日高はじめ」の名で放送作家・演芸作家となり菊丸はタレントをしている。

## メンバー
- 桂 高丸（かつら たかまる、本名：大塚 敏弘、1938年12月18日[1] - 、福岡県出身）
- 桂菊丸（かつら きくまる、本名：大塚 英一郎、1941年6月13日 - 、福岡県出身）

## 出演

### テレビドラマ
- 一心太助 第19話「昔より女ならでは」（1972年、フジテレビ / 国際放映） - 三次 ※菊丸と共演